# مارک مک‌کلور
مارک مک‌کلور (انگلیسی: Marc McClure؛ زادهٔ ۳۱ مارس ۱۹۵۷) هنرپیشه اهل ایالات متحده آمریکا است. وی از سال ۱۹۷۵ میلادی تاکنون مشغول فعالیت بوده‌است.

## گزیده فیلمشناسی
از فیلم‌ها یا برنامه‌های تلویزیونی که وی در آن نقش داشته‌است می‌توان به آثار زیر اشاره کرد.
- جمعه عجیب (۱۹۷۶)
- بازگشت به وطن (۱۹۷۸)
- می‌خواهم دستت را بگیرم (فیلم) (۱۹۷۸)
- سوپرمن (۱۹۷۸)
- سوپرمن ۲ (۱۹۸۰)
- پاندمونیوم (فیلم) (۱۹۸۲)
- سوپرمن ۳ (۱۹۸۳)
- سوپرگرل (۱۹۸۴)
- بازگشت به آینده (۱۹۸۵)
- سوپرمن ۴: در جستجوی صلح (۱۹۸۷)
- بازگشت به آینده قسمت ۲ (۱۹۸۹)
- بازگشت به آینده قسمت ۳ (۱۹۹۰)
- سرگردان (۱۹۹۲)
- آپولو ۱۳ (فیلم) (۱۹۹۵)
- آن کاری که می‌کنی! (۱۹۹۶)
- طوفان (فیلم ۱۹۹۹) (۱۹۹۹)
- پایتون (فیلم) (۲۰۰۰)
- زهرآگین (۲۰۰۱)
- جمعه عجیب (فیلم ۲۰۰۳) (۲۰۰۳)
- مربی کارتر (۲۰۰۵)
- اسمالویل (۲۰۰۷)
- فراست/نیکسون (۲۰۰۸)
- لیگ عدالت (فیلم ۲۰۱۷) (۲۰۱۷)